# Đại học Đông Nam
Đại học Đông Nam (viết tắt tên tiếng Anh SEU) là một trường đại học công lập ở thành phố Nam Kinh, tỉnh Giang Tô, Trung Quốc. Trường này trở thành một trường đại học hiện đại vào đầu thập niên 1920 và là trường đại học hiện đại đầu tiên của Trung Quốc kết hợp giáo dục và nghiên cứu.